# 여섯 개의 밤
《여섯 개의 밤》은 2023년에 개봉한 대한민국의 영화이다.

## 캐스팅
- 강길우 : 규형 역
- 강진아 : 유진 역
- 김시은 : 지원 역
- 변중희 : 은실 역
- 이한주 : 선우 역
- 정수지 : 수정 역
- 박인지 : 승무원 역
- 김미수 : 호텔직원 역
- 유혜준 : 호텔직원 역
- 김대빈 : 승객 역
- 김남경 : 승객 역
- 김나나 : 승객 역
- 조하나 : 승객 역
- 박지은 : 승객 역
- 이나래 : 승객 역
- 백지은 : 식당 고객 역
- 박정원 : 식당 고객 역
- 임종례 : 식당 고객 역
- 이옥숙 : 식당 고객 역
- 김나은 : 식당 고객 역
- 박슬기 : 식당 고객 역
- 손지원 : 식당 고객 역